# همس النجوم
همس النجوم هي مجموعة قصصية من تأليف الأديب المصري الحاصل على جائزة نوبل في الأدب نجيب محفوظ صدرت عن دار الساقي للنشر والتوزيع ببيروت في 11 ديسمبر 2018 بعد نحو ثلاثة عشر عامًا من وفاة مؤلّفها. كانت بعض قصص المجموعة قد نُشرت للمرة الأولى على صفحات مجلّة نصف الدنيا، قبل أن يجمعها محمد شعير الكاتب والصحفي بصحيفة أخبار الأدب، ويُعيد نشرها مُضافًا إليها قصة واحدة لم تكن قد نُشرت من قبل كان قد حصل عليها من ابنة الكاتب نجيب محفوظ.

## عن الكتاب
كان الكاتب والصحفي بجريدة أخبار الأدب محمد شعير قد حصل من أم كلثوم ابنة الأديب نجيب محفوظ على صندوق حوى بعض أوراق الأديب الراحل نجيب محفوظ، وتضمنت هه الاوراق ملفًّا ضمّ 40 قصة قصيرة كتبها الأديب الراحل ليختار من بينها بعض القصص للنشر في المجلات والصحف من آن لآخر، غير أن الكاتب محمد شعير وجد بين أوراق هذا الملف قصة وحيدة بعنوان «همس النجوم» لم تُنشر من قبل في أي من الصحف أو المجلات، فجمعها إلى جانب عدد من القصص القصيرة الأخرى الموجودة ضمن الملف، والتي كانت قد نُشرت من قبل على صفحات مجلّة نصف الدنيا في تسعينيات القرن العشرين ولكنها لم تُنشر ضمن مجموعاته القصصية أو أعماله الكاملة، ليكون بهذه المجموعة من القصص كتاب «همس النجوم».
ويتألف الكتاب من مجموعة قصصية تضمّ ثمانية عشر قصة قصيرة جداً وتُعتبر حكايات هذه القصص بمثابة استكمال لحكايات بعض قصص كتابي صدى النسيان وحكايات حارتنا، وتدور جميعها في أجواء الحارة والبيئة الشعبية المصرية حول الفتوات والمقاهي الشعبية والمجاذيب وغيرها من الصور والشخصيات المميزة لأدب نجيب محفوظ، وتحمل القصص القصيرة جدا التي يحتويها الكتاب عناوينًا مثل:
- مطاردة
- توحيدة
- ابن الحارة
- نبوءة نملة
- سرّ آخر الليل
- أبونا عجوة
- السهم
- همس النجوم
- العمر لعبة
- دعاء الشيخ قاف

## روابط خارجية
- صفحة الكتاب على موقع جود ريدز
- صفحة الكتاب على موقع أبجد